# Victoria (Illinois)
Victoria – wieś w Stanach Zjednoczonych, w stanie Illinois, w hrabstwie Knox.